# Мережне
Мерéжне — село в Україні, у Федорівській сільській громаді Пологівського району Запорізької області. Населення становить 73 осіб. До 2019 орган місцевого самоврядування — Федорівська сільська рада.

## Географія
Село Чкалове розташоване за 2,5 км від села Красноселівка.

## Історія
- 1776 — дата заснування як села Мережне.
- у 1944 році перейменоване в село Чкалове.
- 12 червня 2020 року, відповідно до Розпорядження Кабінету Міністрів України від № 713-р «Про визначення адміністративних центрів та затвердження територій територіальних громад Запорізької області», увійшло до складу Федорівської сільської громади.[1].
- 19 липня 2020 року, в результаті адміністративно-територіальної реформи та ліквідації колишнього Пологівського району (1923-2020), село увійшло до складу новоутвореного Пологівського району.[2]
- 22 червня 2023 року рішенням Національної комісії зі стандартів державної мови віднесено до списку населених пунктів, які «можуть не відповідати лексичним нормам української мови», зокрема стосуватися «російської імперської чи колоніальної політики». Громаді рекомендовано обґрунтувати доцільність збереження поточної назви або запропонувати нову назву в установленому законодавством порядку[3].
- 10 квітня 2024 року Комітет Верховної Ради України з питань організації державної влади, місцевого самоврядування, регіонального розвитку та містобудування підтримав повернення історичної назви Мережне[4].
- 18 вересня 2024 року, відповідно з постановою Верховної Ради України № 12043, ухвалено рішення про перейменування села Чкалова на Мережне[5].

## Населення
Станом на 2022 рік постійного населення в селі не було.